# Selección de fútbol sub-19 de Eslovenia
La selección de fútbol sub-19 de Eslovenia es el equipo de fútbol sub-19 de Eslovenia controlado por la Asociación de Fútbol de Eslovenia.

## Jugadores

### Última convocatoria
Los siguientes jugadores fueron convocados para los partidos declasificación para el Campeonato de Europa Sub-19 de la UEFA de 2023 contra Bélgica, Italia y Alemania en marzo de 2023.
| No. | Pos. | Jugador             | Fecha de nacimiento (edad) | Apa. | Goles | Club              |
| --- | ---- | ------------------- | -------------------------- | ---- | ----- | ----------------- |
| 1   |      | Nejc Dermastija     | 20 de febrero de 2004      |      |       | Ilirija 1911      |
| 12  |      | Lovro Štubljar      | 9 de agosto de 2004        |      |       | Empoli            |
|     |      |                     |                            |      |       |                   |
| 2   | DEF  | Mitja Ilenič        | 26 de diciembre de 2004    |      |       | New York City FC  |
| 3   | DEF  | Marko Ristić        | 1 de noviembre de 2004     |      |       | OlimpijaLjubljana |
| 18  | MED  | Luka Turudija       | 24 de julio de 2004        |      |       | Mura              |
| 20  | MED  | Miha Sitar          | 4 de diciembre de 2004     |      |       | Celje             |
|     |      |                     |                            |      |       |                   |
| 7   | DEL  | Niko Kasalo         | 31 de diciembre de 2005    |      |       | Mura              |
| 9   | DEL  | Gašper Černe        | 24 de febrero de 2004      |      |       | Dob               |
| 10  | DEL  | Jaka Čuber Potočnik | 17 de junio de 2005        |      |       | 1. FC Köln        |
| 11  | DEL  | Enej Marsetič       | 4 de diciembre de 2004     |      |       | Parma             |